# Opération Quartz
L'opération Quartz est une opération militaire planifiée par les forces armées rhodésiennes dans le cadre des élections générales de Rhodésie du Sud (en) en février 1980 afin d'éliminer Robert Mugabe, Simon Muzenda (en) et les troupes armées de la Zimbabwe African National Liberation Army (ZANLA) au cas où le parti de l'Union nationale africaine du Zimbabwe (ZANU) aurait perdu. L'opération Quartz ne fut toutefois jamais lancée.

## La situation politique
Les observateurs britanniques présents lors des élections d'avril 1979 déclarent que ces élections se sont déroulées de manière libres et régulières. Les exigences de la communauté internationale sont ainsi satisfaites avec la mise en place en Rhodésie, désormais renommée Zimbabwe-Rhodésie, d'un gouvernement majoritaire africain dirigé par Abel Muzorewa (juin 1979). Les Rhodésiens espèrent donc que le Royaume-Uni et la communauté internationale reconnaissent son administration et mettent fin aux différentes sanctions qui touchent le pays.

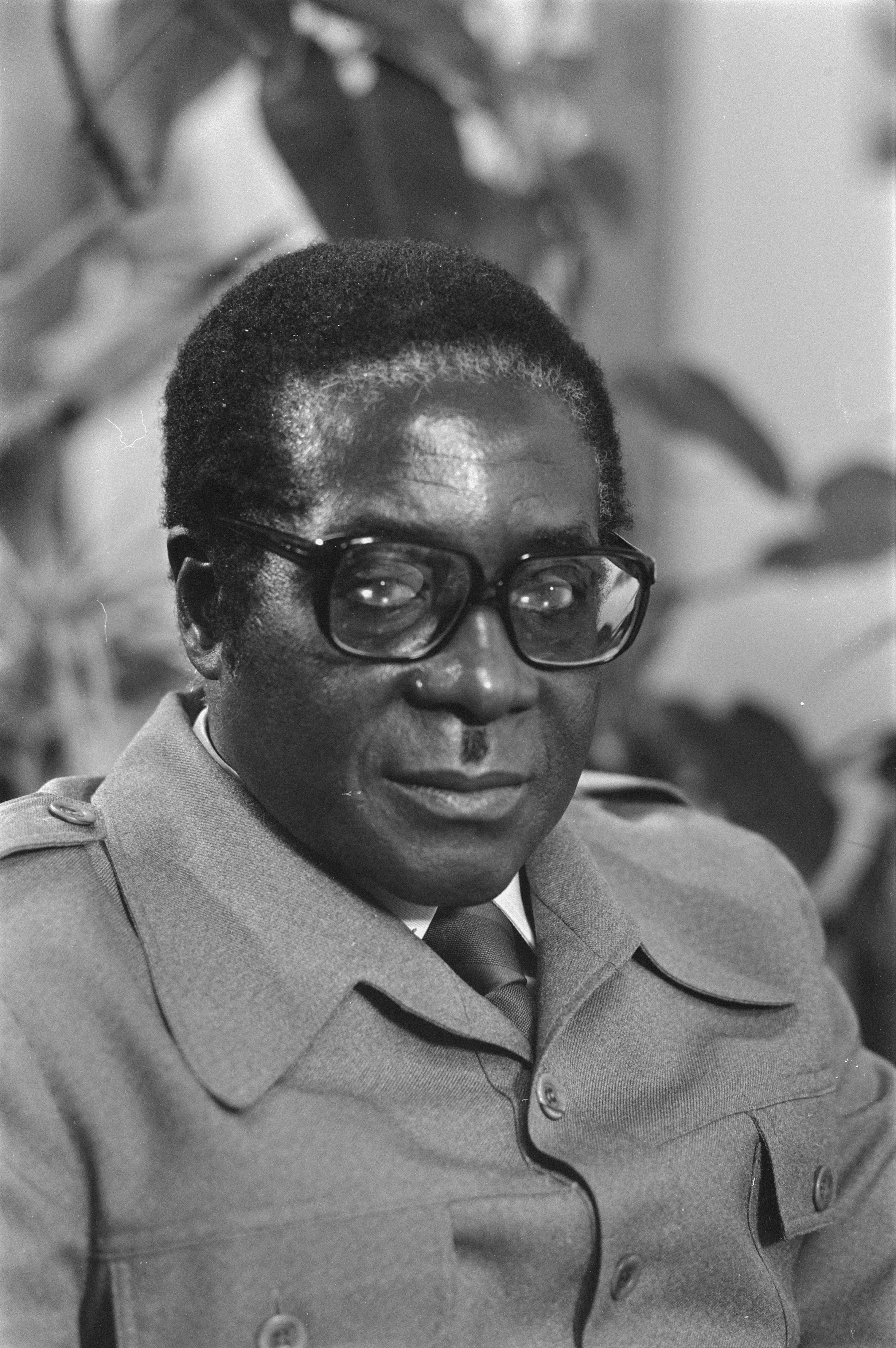
Robert Mugabe en octobre 1979.

Toutefois Julius Nyerere et Kenneth Kaunda s'y opposent lors de la réunion des chefs de gouvernement du Commonwealth à Lusaka en août 1979, exigeant que Robert Mugabe et Joshua Nkomo, dirigeants des deux principaux groupes armés à la recherche du pouvoir, soient inclus dans tout accord final.
Une conférence constitutionnelle est alors organisée à Londres à partir du 10 septembre. Elle prévoit l'organisation de  nouvelles élections, incluant les partis de Mugabe et de Nkomo, en février 1980. Muzorewa et son gouvernement sont obligés les accepter. Le fait que les forces de sécurité rhodésiennes intensifient leurs raids contre des bases terroristes en Zambie et au Mozambique a forcé Nkomo et Mugabe à revoir à la baisse leurs conditions pour participer à ces nouvelles élections.
Mugabe, par exemple, avait d'abord exigé que les forces de sécurité rhodésiennes soient dissoutes avant les élections et que le pays soit contrôlé par une combinaison de différents groupes armées. Condition inacceptable pour les Rhodésiens, car elle a toute l'apparence d'une tentative de la ZANU pour que ses forces contrôlent le pays avant les élections.
Les Accords de Lancaster House, signés en décembre, comprennent donc un accord  pour la tenue de nouvelles élections. Les forces de contrôle du Commonwealth sont arrivées en Rhodésie et les forces de la ZAPU et de la ZANU ont commencé à envoyer leurs hommes aux divers points de rassemblement dans tout le pays. Le 28 décembre 1979, à minuit, un cessez-le-feu entre en vigueur.
Les commandants des forces de sécurité rhodésiennes informent alors le général Walls (en) des différents risques qui pèsent sur le pays. Walls tente de persuader le gouverneur provisoire envoyé par la Grande-Bretagne, Lord Soames, de disqualifier la ZANU des élections. Cependant aucune mesure n'est prise pour empêcher la ZANU de prendre part aux élections générales.
Avant les élections, des officiers du renseignement rhodésien avaient remis un document dans lequel étaient exposées les possibles mesures pour lutter contre la ZAPU et la ZANU et les empêcher de remporter les élections. Un second document des services de renseignements avait prédit une victoire de Mugabe et avait alerté sur un probable risque de violences dans la capitale Salisbury.

## La mise en place de l'opération

### Les objectifs
L'opération Quartz poursuit l'objectif de neutraliser les principales forces armées de la ZANLA répartis en 11 points de rendez-vous dans l'ensemble du pays. L'idée étant d'empêcher toutes réactions militaires violentes par les hommes de la ZANLA à l'annonce des résultats des élections générales si Mugabe et son parti sont défaits ou gagnent avec une faible marge.  
Il s'agit d'une opération militaire conjointe avec l'Afrique du Sud, qui doit fournir des hélicoptères SA.330C Puma ainsi que le détachement d'un régiment de reconnaissance du South African Special Forces Brigade. Des troupes South African Defence Force, entre 400 et 1000 hommes, seront également déployées dans la ville stratégique de Beitbridge en prévision d'un exode de la population blanche si la situation s'aggravait en Rhodésie du Sud.

### Les forces rhodésiennes
L'opération Quartz implique la coopération et la coordination des différentes branches de l'armée rhodésienne sur l'ensemble des objectifs.  
Cela comprend l'intervention des troupes de la Rhodesian Light Infantry (RLI), des Selous Scouts, de la Rhodesian Armoured Car Regiment (RhACR) équipé avec des Elands Mk4, des Daimler Ferret, des MAP45 et MAP75. L'escouade E du RhACR comprenant 8 T-55 modifiés est dédiée au soutien de l'escouade B de Rhodesian Special Air Service et des troupes du RLI. L'ensemble de l'opération étant soutenu par les avions de la Rhodesian Air Force (RhAF).

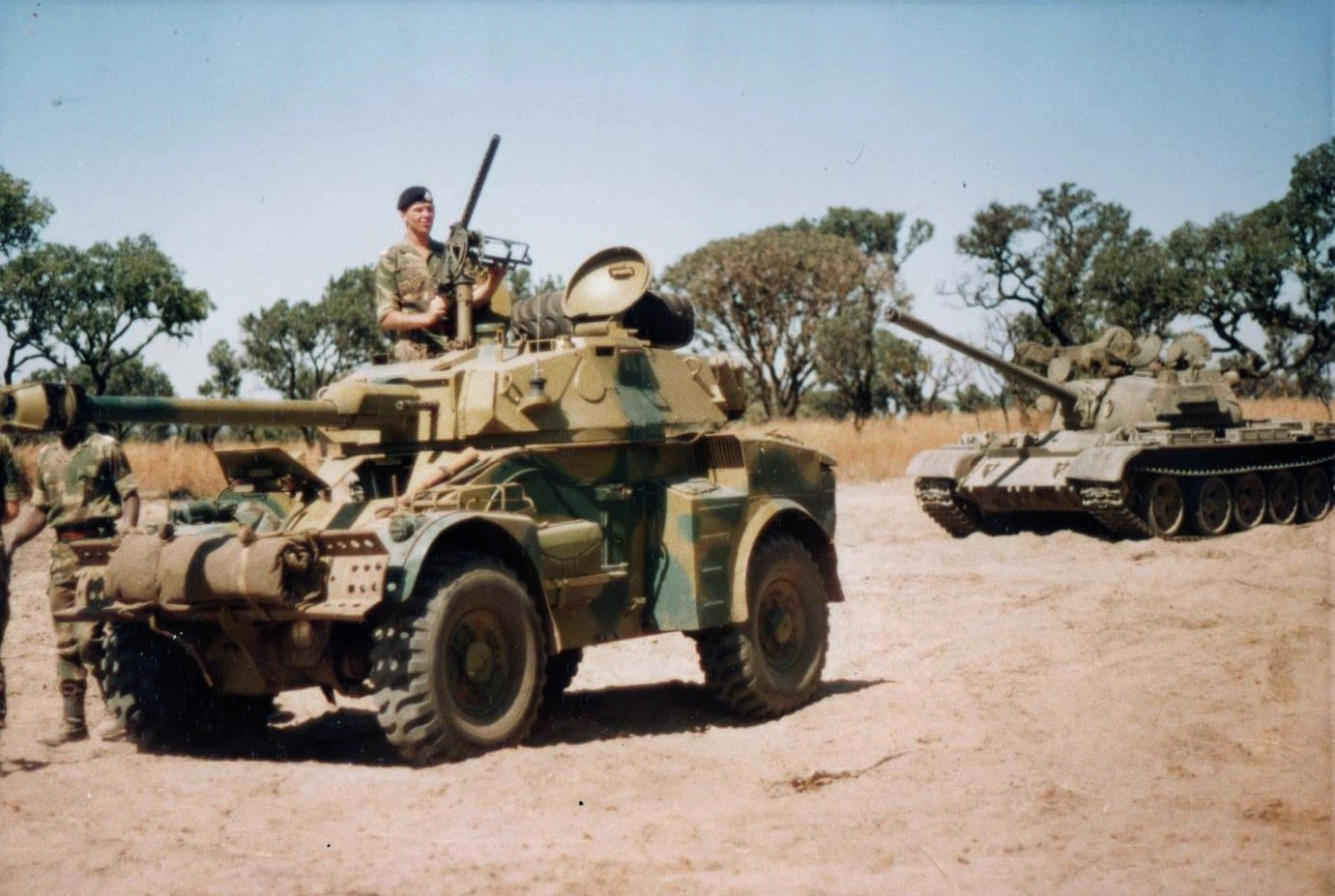
T-55 et Elands Mk4 de la Rhodesian Armoured Car Regiment à la caserne d'Inkomo en 1980.

### L'opération Hectic
L’opération Hectic est une opération militaire sous-jacente à l’opération Quartz impliquant les forces spéciales du Rhodesian Special Air Service (SAS). L’escouade A des SAS ayant pour objectif d’assassiner Robert Mugabe, tandis que l’escouade B devait éliminer Muzenda (en) et le contingent de la ZANLA basé au Centre des Arts Médicaux. Enfin, l’escouade C avait pour mission d’éliminer les hommes de la ZANLA et ZIPRA et leurs commandants Rex Nhongo et Dumiso Dabengwa postés dans les bâtiments de l’Université de Rhodésie transformés alors en quartier général.

## L'annulation de l'opération
L’opération Quartz ne fut toutefois jamais lancée. Robert Mugabe et son parti remportent l’élection avec une grande majorité, 63% des voix. Les troupes rhodésiennes positionnées dans l’attente des ordres n’ont pu qu’observer la joie de ses partisans dans les rues de Salisbury. 
Selon Peter Baxter, plusieurs théories peuvent expliquer l’annulation de l’opération Quartz :
La première théorie est la conviction par le Lieutenant-Colonel Garth Barrett, commandant des SAS, que l’opération a été compromise au plus haut niveau de planification par un agent britannique. Ce sentiment est renforcé par les différentes tentatives ratées d’assassinats de Mugabe et Nkomo par les forces spéciales.
La deuxième théorie avancée est que l’opération fut compromise par un homme de la ZIPRA informé du plan. La proximité des forces de la ZANLA et de la ZIPRA faisant craindre une fuite des informations.
La dernière théorie veut que le Général Walls (en), commandant de l’opération combinée, a annulé l’opération militaire à l’annonce de la large victoire de Robert Mugabe, qui empêche toute réussite politique de coup d’état. L’opération Quartz a été construite sur le postulat que Robert Mugabe perde les élections, ou gagne avec une très faible marge. Il a été également suggéré que le Général Walls n’avait pas l’intention d’utiliser la violence à grande échelle pour récupérer le pouvoir. La planification de l’opération Quartz visait à prévenir l’action violente de troupes rebelles.

## Les conséquences
Après ces événements, le Général Walls (en) annonce devant la presse son soutien au nouveau gouvernement. Il va ensuite nier l'existence de l'opération Quartz en raison de sa position à la tête des forces armées du pays. À la suite d'une interview donnée à la BBC au début du mois d'août 1980 par le Général Walls, le ministre de l'information Nathan Shamuyarira (en) accuse celui-ci de trahison devant l'Assemblée du Zimbabwe le 15 août 1980. Walls nie ces accusations, sans succès et se trouve obligé de quitter le pays sans délai.
Le 18 août 1980, l'indépendance du Zimbabwe est célébrée, mettant définitivement fin à l'existence de la Rhodésie. Les différentes régiments militaires vont être dissous, par exemple le Rhodesian Light Infantry le 1er novembre 1980, les Selous Scouts et le Rhodesian African Rifles. À partir d'avril, la majorité des membres du Rhodesian Special Air Service rejoignent le Lieutenant-Colonel Garth Barrett en Afrique du Sud pour former le 6ème Recce Commando.